# 鶴光のオールナイトニッポン事件簿〜鶴のウラ噺
『鶴光のオールナイトニッポン事件簿〜鶴のウラ噺』（つるこのオールナイトニッポンじけんぼ つるのウラばなし）は、「ニッポン放送 ポッドキャスティングステーション」が配信しているポッドキャスト番組である。パーソナリティは笑福亭鶴光。

## 概要
ニッポン放送制作でNRN系列（一部JRNクロスネット）で放送された「鶴光のオールナイトニッポン」の生放送で発生した事件、裏話を話す番組である。古い記憶をたどるため、明らかに間違っているトークもある。

## タイトル
- しょの1
- しょの2
- しょの3 - 名曲「うぐいすだにミュージックホール」裏話を大公開!
- しょの4
- しょの5 - オールナイトニッポン放送中に地震発生!そのとき鶴光師匠は?
- しょの6 - オールナイトニッポンのおかげで怖～い経験をしてしまいました。今だから
- しょの7
- しょの8
- しょの9
- しょの10 - 弟子の笑福亭学光の裏話を大公開!